# 國家安全
國家安全（英語：National security）簡稱國安，以及國防（National defence）概念，泛指透過使用經濟、軍事、政治、外交等各種手段，來維護國家的持續存在。在過去，國家安全泛指以國防維持領土的完整，與政治上的獨立自主，不受任何外來軍事勢力的威脅。在今日則包括了任何以非軍事的方式，去對抗非傳統的外來或內部危害與威脅，守護國民的生命與財產，使國民免於憂慮、免於恐懼與免於匱乏。

## 維持國家安全的要素

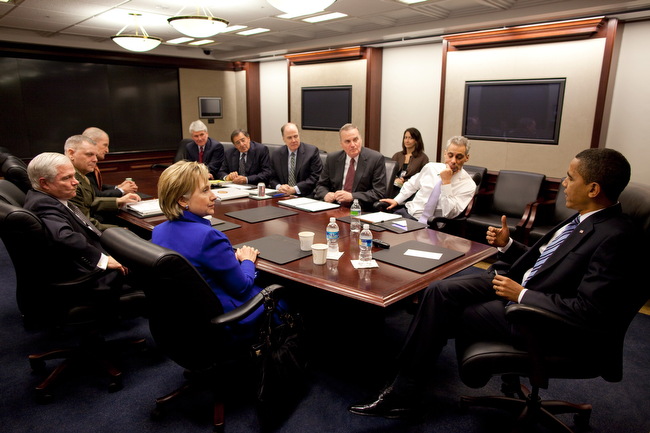
美国总统奥巴马与国家安全团队在白宫开会，2009年3月16日

### 軍事（國防）
軍事是國家安全的根本性保障。藉由設立常備軍隊，使國家具有嚇阻、抵抗外來軍事勢力入侵的能力，並能確保在第一時間之內加以反擊。

### 政治
通常指穩定的社會秩序與政府和人民的契約（如法律）不會因為政黨輪替或更換領導人而輕易的被推翻。朝令夕改，或是政府公信力降低，都是國家安全和社會穩定的威脅因素。

### 經濟
對內，泛指維持國家內部各經濟部門與元素的正常運轉以及保障公平有序的交易投資環境；對外，指兩國之間的投資保障協定。維持貨幣幣值的穩定與自由經濟市場，以及防止外國的商業間諜大規模刺探未經授權的專利技術、侵害知識產權。還要管制與防止產業集體出走或跨國併購，以關稅或反傾銷稅保障本土產業不受境外生產者的傾銷影響。以維持國家在經濟上的整體競爭力及民眾的正常生計。

### 環境
環境的問題有時也與國家安全息息相關。例如地球暖化使南极和格陵蘭的大陸冰川加速融化，导致海平面上升，淹没各國沿海低海拔地区。全世界約有3/4的人口居住在离海岸線不足500公里的地方，陆地面积缩小会影响到適合人类居住环境的面積。此外像是颱風、水災、土石流或地震時，急難救助與安置災民也成為國家安全重要的課題。

### 資源
為了使國家永續發展，國家應適時的以公倉的角色介入各式能源、糧食、礦產資源、水資源等的安全存量的控管與物價調節。但這不是為了避免戰時，遭到敵國封鎖禁運，而預留資源儲備的「戰備存量」，而是為了能平穩物價，以安定民心，避免因物價劇烈變化，導致國家自內部瓦解。

### 卫生

14世纪欧洲黑死病的大流行改变了欧洲的社会结构，也极大程度影响了后来的欧洲历史走向。

重大的疾病疫情特別是傳染性、不可短期治癒、抗藥性強、致死率高且速度快之疾病的爆發也會對國家安全構成威脅。歷史上，嚴重的瘟疫可導致城市、國家、人種甚至文明的衰落與覆滅。在戰爭中也曾出現生物戰等利用致病菌作為武器迅速削弱對方戰鬥實力、殘害一域民眾的做法。

### 網絡與信息
進入網絡與信息時代後，人類獲得及傳遞信息的成本被大大降低，在世界上網絡覆蓋的任意地區都可以實現任意距離內的即時信息傳播。因此，涉及國家安全的重要資訊（如軍事情報、科技情報）被洩露的風險也在陡然增加，且在事後難以補救。此外，利用黑客、計算機病毒等技術手段攻擊敌对目标的有限成本和危險性，也使諸多國家(特別是開發中國家)在不斷研發更新該領域的攻擊與防禦技術，並將其實踐。因此，現今網路與信息安全在國家安全中的地位不容小覷，網路信息戰甚至正在成為當今國際間戰爭等軍事行動的主要部分。

### 文化
文化因素雖然不會直接對國家安全構成顯性威脅，但其仍可对国家安全构成潛在性、漸進性和傳染性的影响，歷史上不乏因某種文化或宗教思潮的流行促使統治階級、知識份子及民眾思想行為的轉變，最終導致國家发生戰事或重大变革甚至覆滅解體的實例。此外，文化帝國主義等現象正在對一些特別是發展中與欠發達國家的文化元素、民族认同与生活方式構成影響：先進發達國家利用其既有的影響力與實力在推銷自身文化元素、某種價值觀或相關周邊產品的過程中取得優勢，潛在性地影響與改變目標群體的思維與行為方式，加深或减轻其對某國或某一種文化意識形態的好感或仇視，或是輸出自身意識形態以尋求同化和製造對立，為未來可能的行動計劃鋪設思想基礎。同時，由於網絡的發達和廣泛應用，利用新聞資訊媒介、社交網站和影音串流網站等平台進行特定意識型態輸出，進而煽動民眾情緒和策劃群體性活動，以破壞目標國家或地區的社會秩序甚至威脅其統治機構也成為現今國際間競爭的角力手段之一。這些都使意識形態、社會輿論和新聞傳播等文化因素逐漸成為維護國家安全的主要抓手。

## 相關機構
- 國家安全會議
- 國家安全委員會
- 國家安全部
- 國家安全局
- 邊防機構

## 外部連結

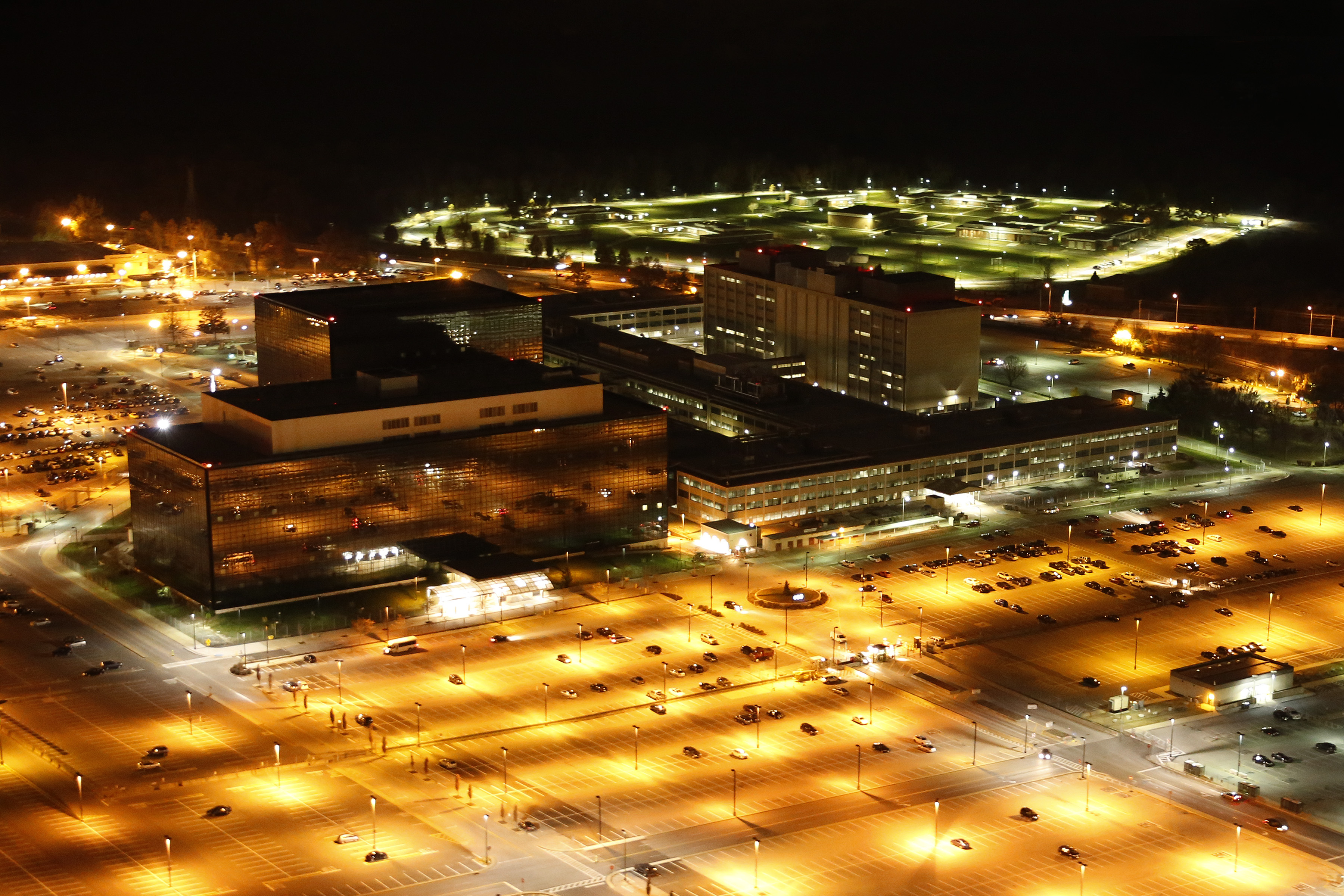
美国国家安全局夜景

- "National security" - 搜索 Google 圖書
- "國家安全" - 搜索 Google 圖書